# Manuel Rosenthal
Manuel Rosenthal (ur. 18 czerwca 1904 w Paryżu, zm. 5 czerwca 2003 tamże) – francuski kompozytor i dyrygent.

## Życiorys
Studiował w Konserwatorium Paryskim u Jules’a Boucherita (skrzypce) i Jeana Hurégo (kontrapunkt i fuga), uczył się też kompozycji u Maurice’a Ravela. Początkowo dyrygował orkiestrami kinowymi, profesjonalną karierę rozpoczął w 1928 roku z Concerts Pasdeloup w Paryżu. Występował z Orchestre Symphonique de Paris, w latach 1933–1939 i ponownie 1944–1946 był szefem orkiestry Office de radiodiffusion-télévision française. Po wybuchu II wojny światowej w 1939 roku został zmobilizowany i służył w piechocie, w latach 1940–1941 przebywał w niewoli niemieckiej. Po zwolnieniu działał we francuskim ruchu oporu.
W latach 1948–1951 przebywał w Stanach Zjednoczonych, gdzie wykładał w College of Puget Sound w Tacoma, a także dyrygował Seattle Symphony Orchestra. W kolejnych latach przebywał w Argentynie i na Kubie, w 1960 roku wrócił do Paryża. W 1962 roku objął katedrę instrumentacji w Konserwatorium Paryskim. Od 1964 do 1967 roku dyrygował orkiestrą w Liège. W 1986 roku w Seattle Opera poprowadził kompletny cykl Pierścień Nibelunga Richarda Wagnera.
Opublikował prace Satie, Ravel, Poulenc: An Intimate Memoir (Madras-Nowy Jork 1987), Musique dorable (Paryż 1994) oraz Ravel: Souvenirs de Manuel Rosenthal (Paryż 1995). Odznaczony został komandorią Legii Honorowej.

## Wybrane kompozycje
(na podstawie materiałów źródłowych)

### Utwory orkiestrowe
- Sérénade (1927)
- Les Petits Métiers (1933)
- Jeanne d’Arc (1934–1936)
- Saint François d’Assise (1936–1939)
- Musique de Table (1941)
- Noce Villageoise (1941)
- Symphonie de Noël (1947)
- Aesopi Convivium na skrzypce, fortepian i orkiestrę (1947–1948)
- Magic Manhattan (1948)
- Symfonia in C (1949)
- Offenbachiana (1953)
- Rondes Françaises (1955)
- Aeolus na kwintet dęty i smyczki (1968)
- Deux Etudes en Camaïeu na smyczki i kotły (1969)
- Le Temple de Mémoire (1975)

### Utwory kameralne
- Sonatina na 2 skrzypiec i fortepian (1923)
- Saxophone-Marmelade na saksofon altowy i fortepian (1929)
- Trois pièces d’après Nadermann na harfę i 6 instrumentów (1937)
- Les Soirées du Petit Juas na kwartet smyczkowy (1942)
- Juventas na klarnet, 2 skrzypiec, altówkę i wiolonczelę (1988)

### Utwory fortepianowe
- Valse des Pêcheurs à la Ligne (1927)
- Huit Bagatelles (1924)
- 6 caprices (1926)
- La Belle Zélie na 2 fortepiany (1928)

### Utwory wokalno-instrumentalne
- Cinq Chansons Juives na sopran lub tenora i orkiestrę (1925)
- Chansons d’Monsieur Bleu na mezzosopran i orkiestrę (1932–1934)
- Trois Mêlodies na mezzosopran lub tenora i orkiestrę (1933)
- oratorium Saint François d’Assise na recytatora, chór i orkiestrę (1936–1939)
- Trois Burlesques na chór i orkiestrę (1941)
- Trois Chansons d’Amour na sopran i orkiestrę (1941)
- Trois Précieuses na sopran i orkiestrę (1941)
- Deux Prières pour les Temps Malheureux na baryton i orkiestrę (1942)
- Six Chansons d’Outre-Mer na mezzosopran i orkiestrę (1942)
- Trois Chants de Femmes Berbères na sopran, kontralt i orkiestrę (1943–1944)
- Le Pietà d’Avignon na 4 solistów, kwartet smyczkowy i trąbkę (1943)
- Cantata pour le Temps de la Nativité na sopran, chór i orkiestrę (1944)
- Trois Pièces Lithurgiques na głos lub chór i orkiestrę (1944)
- A Choeur Vaillant na chór (1952–1953)
- Missa Deo Gratias na sopran, mezzosopran, tenora, bas, chór i orkiestrę (1953)

### Utwory sceniczne
- opera komiczna Rayon des soieries (1926–1928, wyst. Paryż 1930)
- balet Un baiser rien ou La Folle du Logis (1928–1929, wyst. Paryż 1936)
- komedia muzyczna Les Bootleggers (1932, wyst. Paryż 1933)
- komedia muzyczna La Poule Noire (1934–1937, wyst. Paryż 1937)
- balet Gaieté Parisienne (wyst. Monte Carlo 1938)
- balet Que le diable l’emporte (1948)
- tragedia liryczna Les Femmes au Tombeau (1956, wyst. Paryż 1957)
- tragedia liryczna Hop, Signor! (1957–1961, wyst. Tuluza 1962)